# Lawtell
Lawtell est une census-designated place de la paroisse de Saint-Landry, en Louisiane, aux États-Unis. 